# Leimbach (Rhein)
Der Leimbach ist ein Bach im Rhein-Neckar-Kreis mit einer Gesamtlänge von 38 km und einem Einzugsgebiet von 200 km². Er entspringt im Kraichgau bei Balzfeld, Gemeinde Dielheim, und mündet bei Brühl in den Oberrhein. Seine mit Abstand wichtigsten Zuflüsse sind der rechte Gauangelbach und dann der linke Waldangelbach.

## Geographie

### Verlauf
Die Quelle des Leimbachs liegt südöstlich des Dielheimer Ortsteils Balzfeld im Westsaum des Gebietes der Stadt Sinsheim. Von hier fließt der auf seinen ersten knapp drei Kilometern noch als Bettelbach benannte Bach nordwestlich durch die Ortskerne von Balzfeld (ab hier: Leimbach), Dielheim und des Gemeindeteils Horrenberg. Anschließend durchquert er die Stadt Wiesloch. Danach schwenkt das Gewässer am Ostrand der Oberrheinischen Tiefebene auf Nordkurs, folgt dabei dem Verlauf der Bahnstrecke Karlsruhe-Heidelberg und zunächst auch der Grenze von Wiesloch zu Walldorf. An der Nordwestgrenze des Wieslocher Stadtgebietes wird die Wasserführung durch ein Wehr in den Entlastungskanal Hardtbach (links) und in den Leimbach (rechts) geteilt.
Nach dem Wehr fließt der Leimbach durch die Orte Nußloch, St. Ilgen und Leimen. Anschließend biegt er dicht um Sandhausen herum auf Westlauf. Das Gewässer passiert mit Abstand den Sandhäuser Weiler Bruchhausen und die Heidelberger Hofgruppe Neurott und erreicht flussabwärts die Gemeinde Oftersheim. In deren Ortsmitte wechselt der Leimbach auf Nordwestlauf und tritt an der Ortsgrenze ins Siedlungsgebiet der angrenzenden Stadt Schwetzingen über. Dort speist er das Wassergrabensystem am Schwetzinger Schloss. Danach fließt der Bach westlich in einem kleinen Bogen um den Siedlungsbereich von Brühl herum. Nach einer kurzen Fließstrecke auf dem Gemeindegebiet von Ketsch erreicht er die Brühler Gemarkung. Am Spielplatz Wiesengrund verlässt der Leimbach den Siedlungsbereich von Brühl und strebt von nun das Naturschutzgebiet Schwetzinger Wiesen-Riedwiesen an. Zuallerletzt mündet er auf 90,6 m ü. NHN gegenüber der Brühler Kollerinsel bei Rheinkilometer 409,96 in den Rhein (s. Karte).
Von der Einmündung des Waldangelbach in Wiesloch bis zur Mündung in den Rhein ist der Leimbach ein sogenanntes Gewässer erster Ordnung gemäß §3 Abs. 1 Satz 3 und Anlage WG des Baden-Württembergischen Wassergesetzes. Die gleiche Klassifizierung gilt für den Zufluss Landgraben und den Entlastungskanal Hardtbach.
Ein ausgeschilderter Radweg von der Leimbachmündung bis nach Sinsheim führt auf weiten Strecken entlang des Leimbachs. Die Route ist ein Projekt des Nachbarschaftsverbands Heidelberg-Mannheim gemeinsam mit den Städten und Gemeinden am Leimbach.

### Zuflüsse
Liste der Zuflüsse und  Seen von der Quelle zur Mündung. Gewässerlänge und Einzugsgebiet nach den entsprechenden Layern auf der Onlinekarte der LUBW. Andere Quellen für die Angaben sind vermerkt.
Ursprung des Leimbachs in Balzfeld aus dem Zusammenfluss seiner beiden Oberläufe. Der Leimbach fließt in Fortsetzung der Richtung seines längeren Oberlaufs zunächst weiter nordwestlich.
- Bettelbach, rechter Oberlauf aus dem Südosten, 2,8 km und 3,4 km²[8]
- Bruchgraben, linker Oberlauf aus dem Südwesten, 1,5 km und 1,4 km²
- Goldbach, von rechts nach Balzfeld, 1,3 km und ca. 0,8 km²
- Erlenbach, von links zwischen Balzfeld und Horrenberg, 1,0 km und ca. 0,9 km²[9]
- Hohberggraben, von links vor Horrenberg, 1,5 km und ca. 1,0 km²[9]
- Straßenbrunnengraben, von rechts am Ortsende von Horrenberg, 1,8 km und 1,8 km²
- Tränkbach oder Krebsbach, von rechts nach Horrenberg nahe Unterhof, 4,2 km und 4,9 km²
- → (Abgang des Aschbachs), nach links kurz vor dem vorigen
- Gauangelbach, von rechts zwischen dem Erlenbachhof von Dielheim und Dielheim selbst, 13,3 km und 26,9 km²[8]
Der Leimbach (einschließlich seines Oberlaufs Bettelbach) ist dort erst etwas mehr als halb so lang wie der Gauangelbach, hat bis zu dessen Zufluss auch ein kleineres Teileinzugsgebiet als dieser und entspringt einer tiefer liegenden Quelle.
- ← (Rücklauf des Aschbachs), von links am oberen Ortsrand von Dielheim, 0,6 km und 1,0 km²
- Hundswiesengraben, von links in Dielheim gegen das Ortsende zu, 1,1 km und über 0,3 km²
- Eckertsbruchgraben, von links am Ortsende von Dielheim, 0,7 km und 0,3 km²
- Schlangengrundgraben, von rechts bei Altwiesloch, 1,8 km und 2,3 km²
- Waldangelbach, von links in Wiesloch, 17,1 km und 55,0 km²[8]
- → (Abgang des Hardtbachs), nach links nach der Wieslocher Kläranlage, 13,0 km und 41,9 km². Mündet beim Seehaus von Ketsch von rechts in den Kraichbach
- Dörrbachgraben, von rechts wenige Meter nach dem vorigen, 2,2 km und ca. 2,6 km²[9]
- Hesselgraben, von rechts und Osten am Naturschutzgebiet Dammstücker von Nußloch, 2,2 km und ca. 1,1 km²[9]
- Saugrundgraben, von rechts am Ortseingang von Nußloch, 1,7 km und ca. 1,3 km²[9]
- × (Unterquerung durch den Landgraben), von rechts westlich von Nußloch am Nordrand von Sandhausen.
- Landgraben, von links am oberen Ortsrand von Oftersheim, 9,8 km. Der am Nordrand von Nußloch rechts des Leimbachs entstehende Entwässerungsgraben verläuft danach am Südwestrand von Leimen und nach der Querung des Leimbach diesem lange links etwa parallel, bis er am Ortseingang von Oftersheim in diesen von links einmündet. Es ist der letzte bedeutende Zufluss des Leimbachs
Nach Karten aus den 1870er Jahren wurde der Landgraben damals an der Oberen Mühle (auch Giessorsmühle) südlich von Nußloch vom Leimbach abgetrennt, verlief dann westlich des Leimbachs durch das heutige Naturschutzgebiet Nußlocher Wiesen, unterquerte westlich von Nußloch den Leimbach und erreichte dann den heutigen Ausgangspunkt des Gewässers.[10]

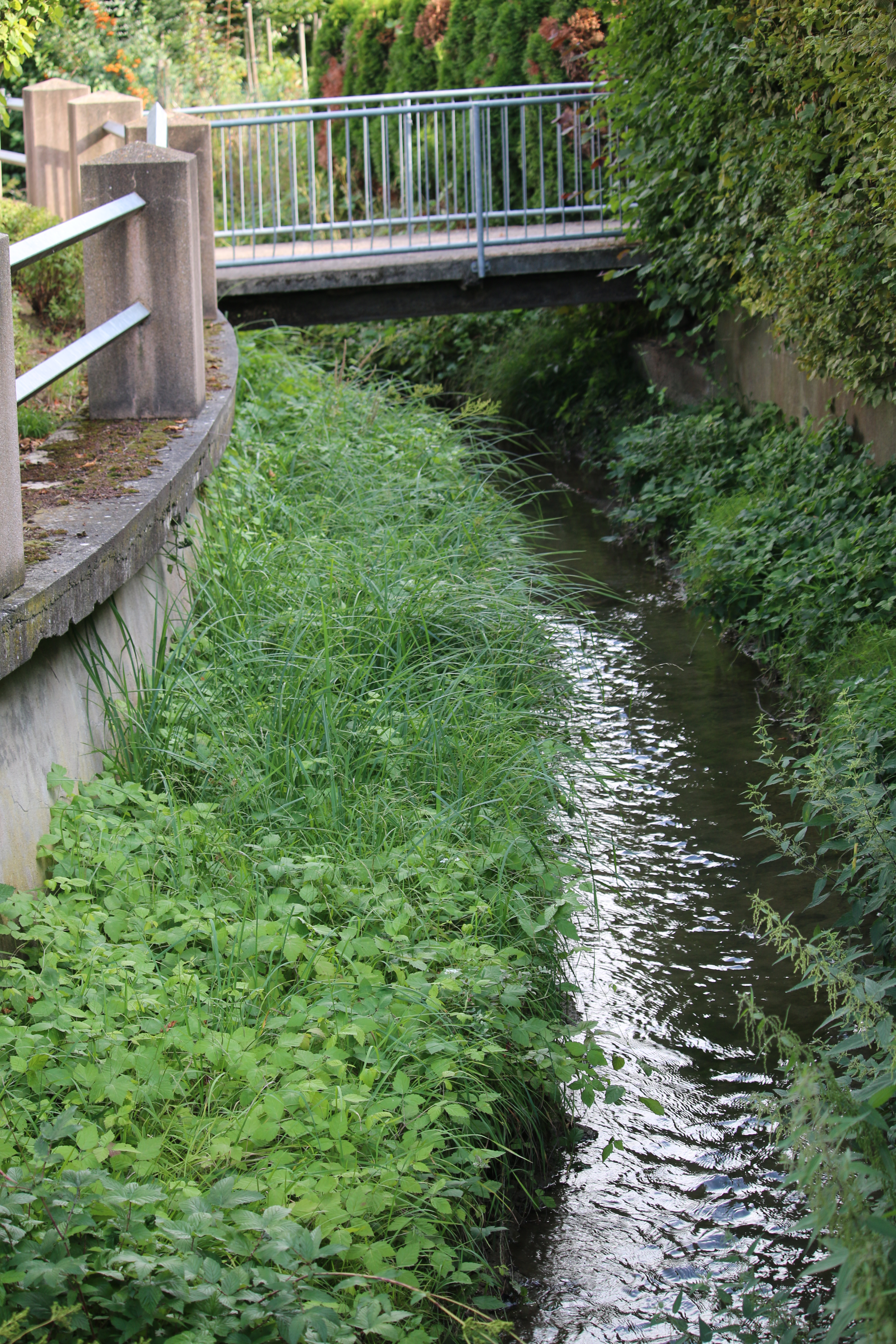
Leimbach in Horrenberg, Gartenstraße

- Für den Schlossgarten von Schwetzingen wurde der Leimbach aufgestaut, verzweigt und kanalisiert zum Flusssystem des Leimbachs im Schlossgarten Schwetzingen.

Mündung des Leimbachs von rechts in der Oberrhein ca. 2 km westlich von Brühl zwischen den Gemarkungen von Brühl links und der größeren südwestlichen Exklave von Edingen-Neckarhausen rechts. Nur etwa einen Rheinkilometer weiter aufwärts mündet der vom Leimbach-Abzweig Hardtbach gespeiste Kraichbach, der zuletzt im Ketscher Altrhein läuft.

### Orte
Orte am Lauf mit ihren Zugehörigkeiten. Nur die Namen tiefster Schachtelungsstufe bezeichnen Siedlungsanrainer.

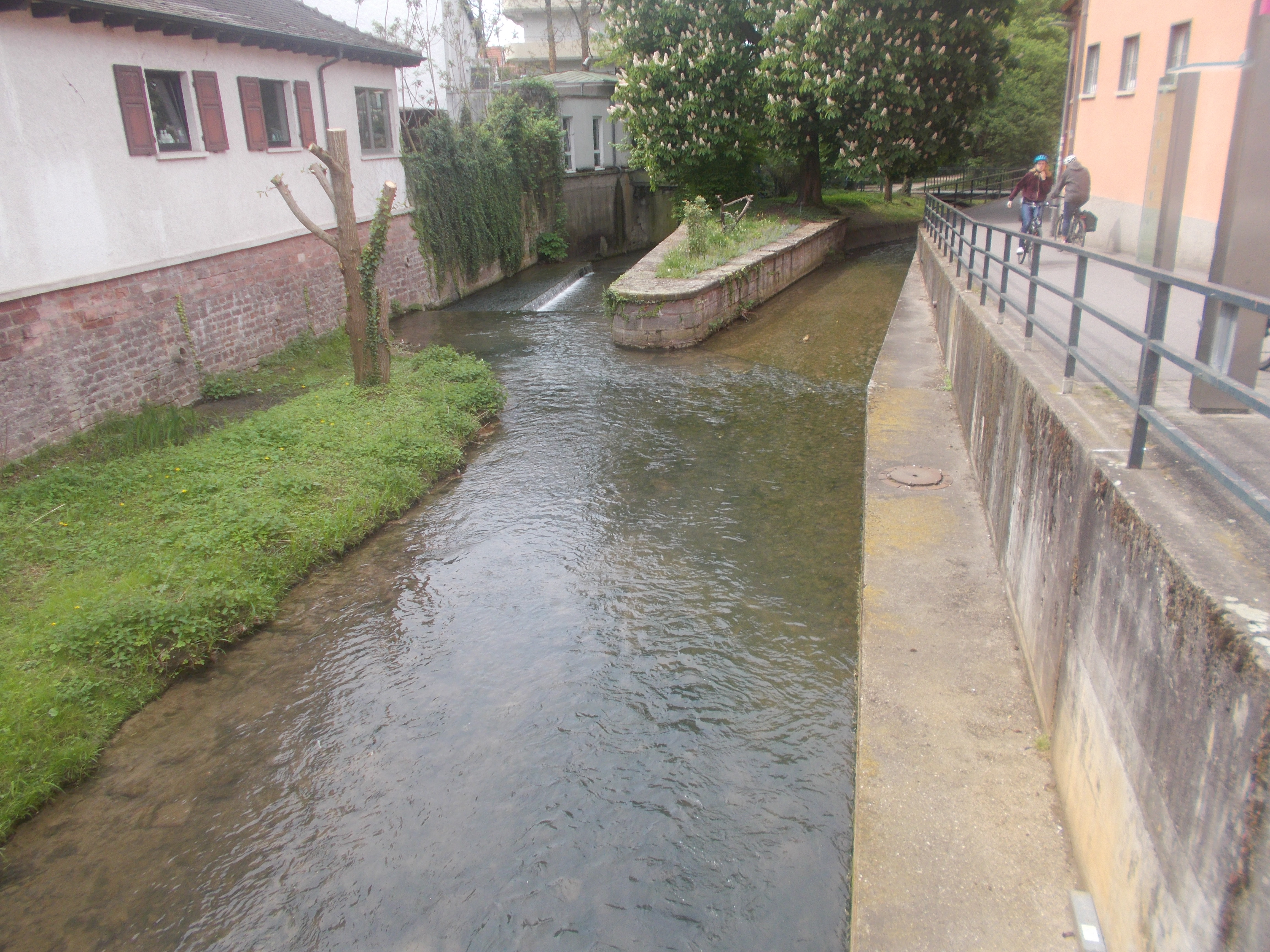
Leimbach in Wiesloch

Oberlauf Bettelbach:
Rhein-Neckar-Kreis
- Stadt Sinsheim
  - Stadtteil Eschelbach
    - (keine Besiedlung am Lauf)

Leimbach selbst:
- Gemeinde Dielheim
  - Gemeindeteil Horrenberg
    - Balzfeld (Dorf)
    - Horrenberg (Dorf) Leimbach in Wiesloch

  - Gemeindeteil Dielheim
    - Dielheim (Dorf)
- Stadt Wiesloch
  - Stadtteil Wiesloch
    - Altwiesloch (rechts)
    - Wiesloch (zentrale Stadt)
- Stadt Walldorf
  - (keine Besiedlung am Lauf)
- Gemeinde Nußloch Leimbach in Nussloch, unterhalb des Konrad-Adenauer-Rings

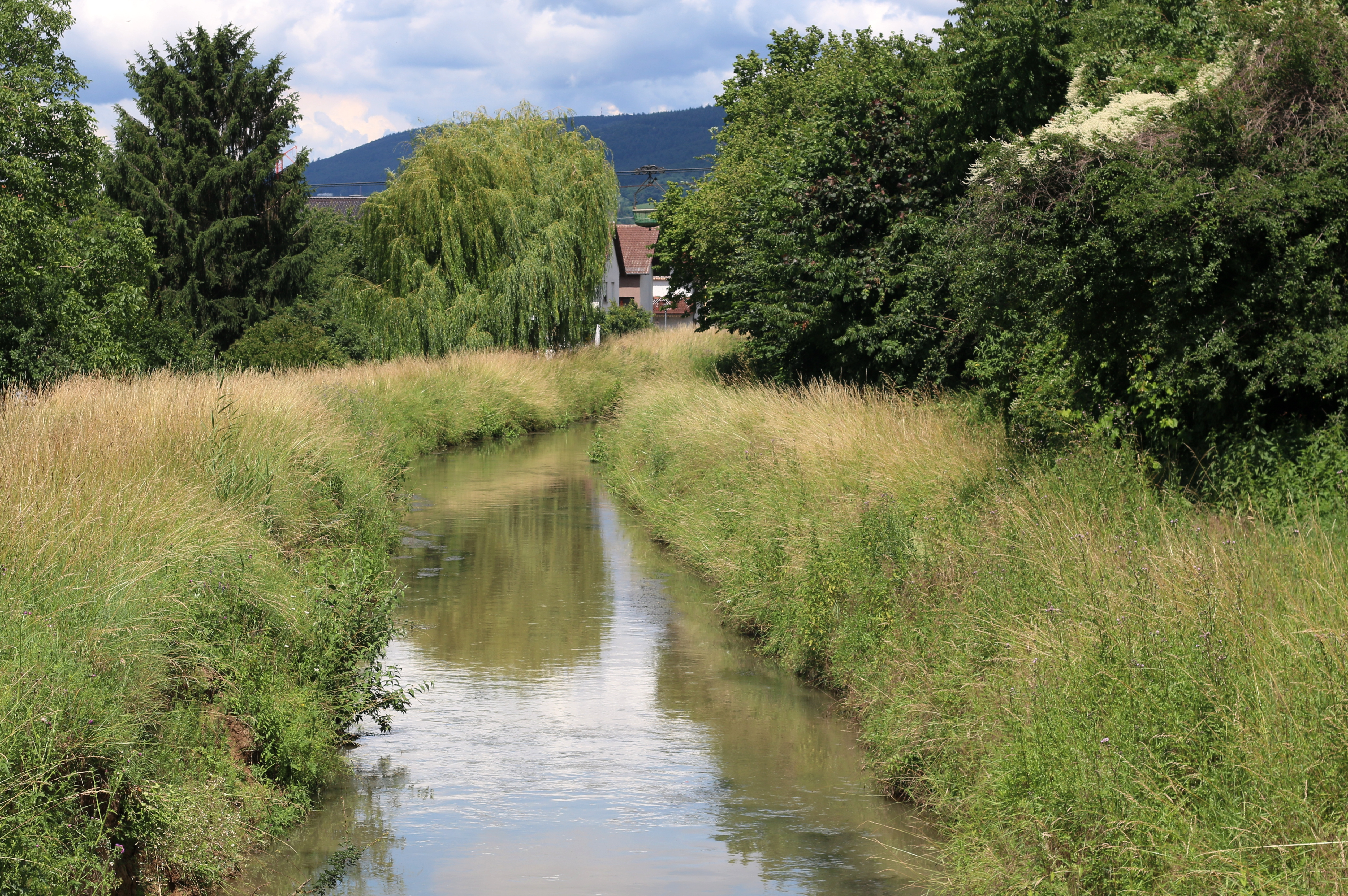
Leimbach in Nussloch, unterhalb des Konrad-Adenauer-Rings

  - Nußloch (ehem. Koppertsmühle am Lauf, heute: Hinter der Mühle)
  - Nußloch (Dorf, vor allem rechts)
- Stadt Leimen
  - Stadtteil St. Ilgen Leimbach bei Sandhausen
- Gemeinde Sandhausen
  - Sandhausen (Dorf, links)

Kreisfreie Stadt Heidelberg
- Stadtteil Kirchheim

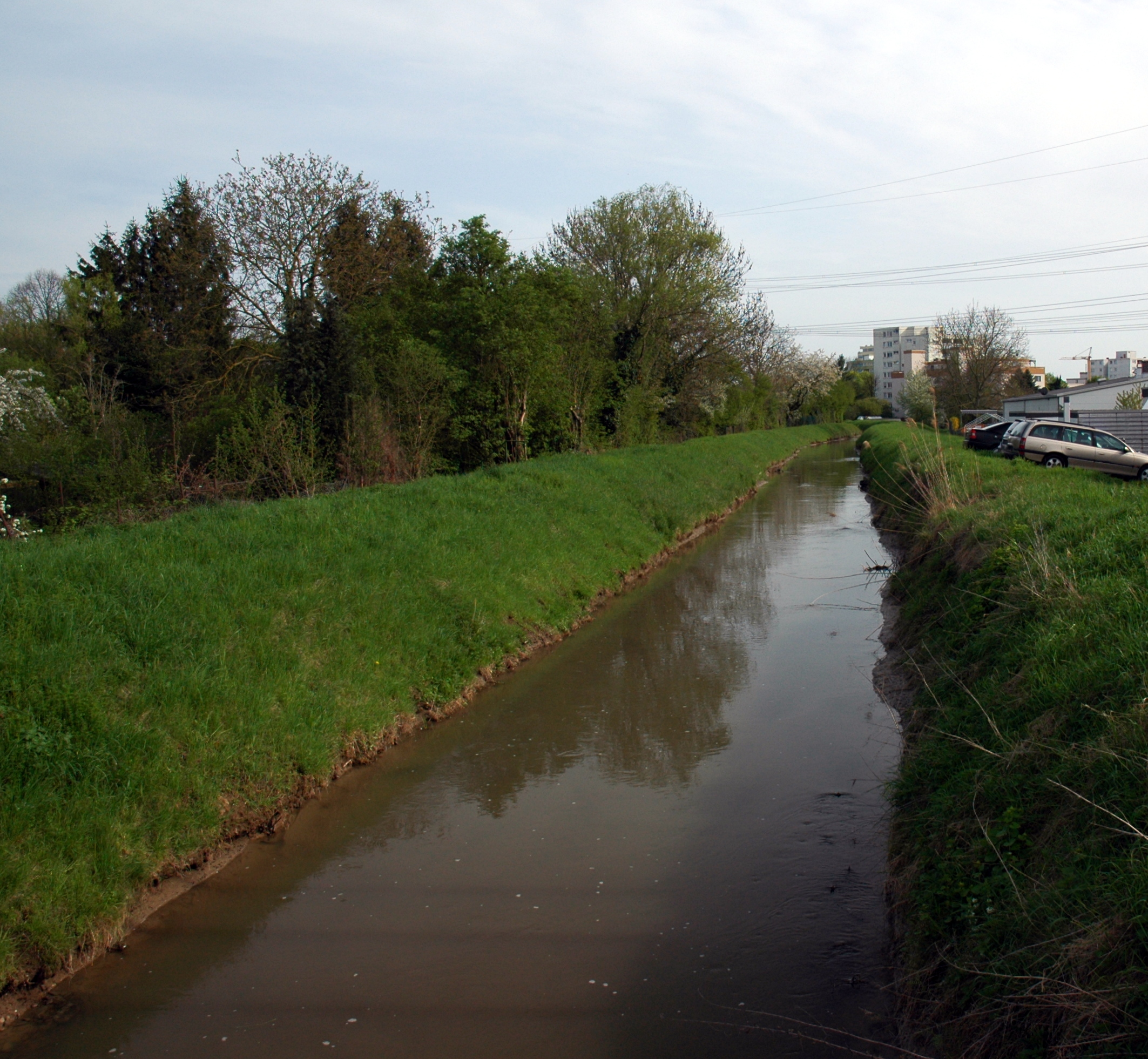
Leimbach bei Sandhausen

  - Kirchheimer Mühle (Wohnplatz, vor allem rechts)

Rhein-Neckar-Kreis
- Gemeinde Sandhausen
  - Bruchhausen (Weiler, in etwas Abstand rechts)

Kreisfreie Stadt Heidelberg
- Stadtteil Kirchheim
  - Neurott (Bauernsiedlung, in etwas Abstand rechts) Leimbach in Schwetzingen

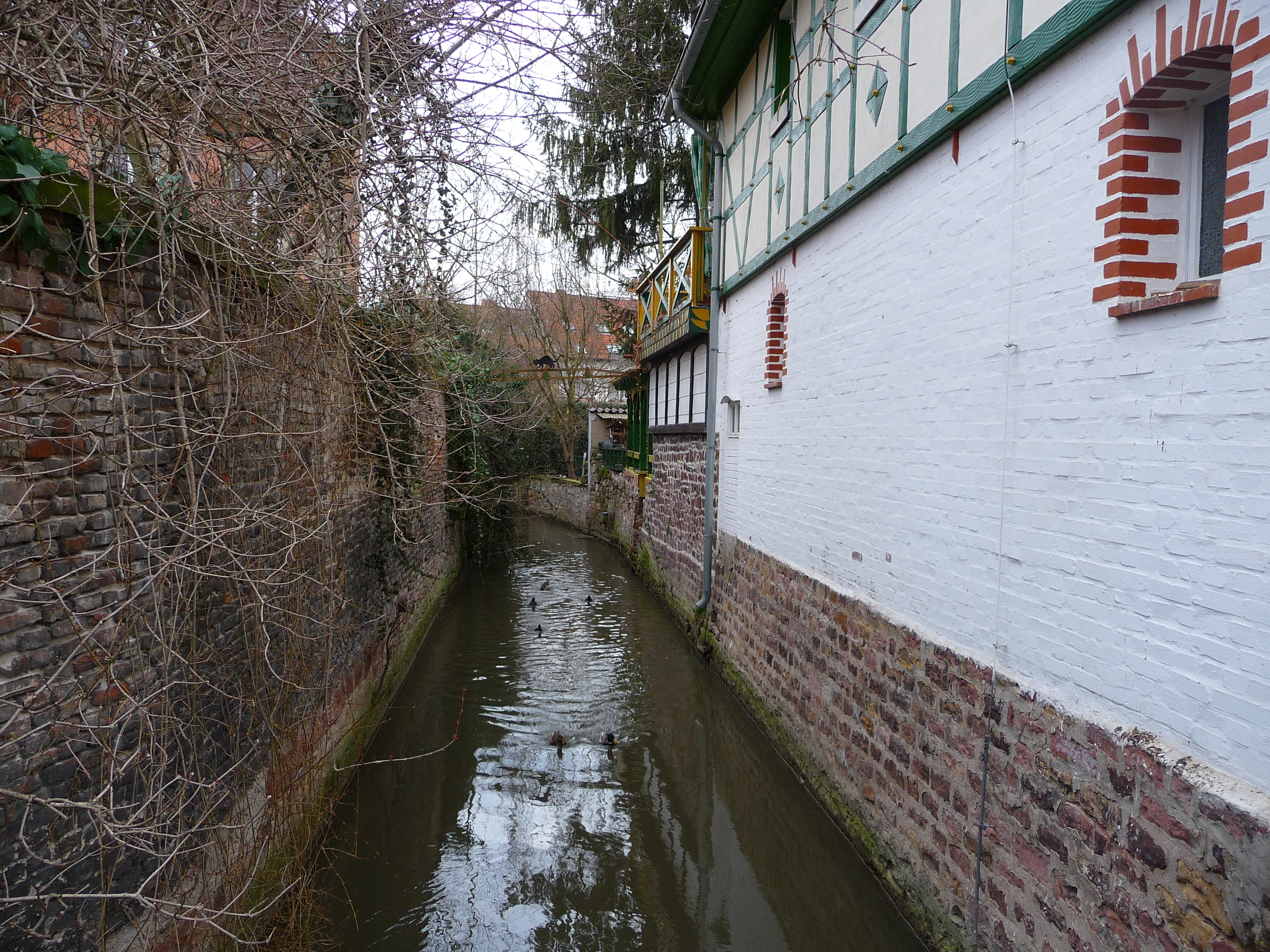
Leimbach in Schwetzingen

Rhein-Neckar-Kreis
- Gemeinde Oftersheim Leimbachmündung in den Rhein

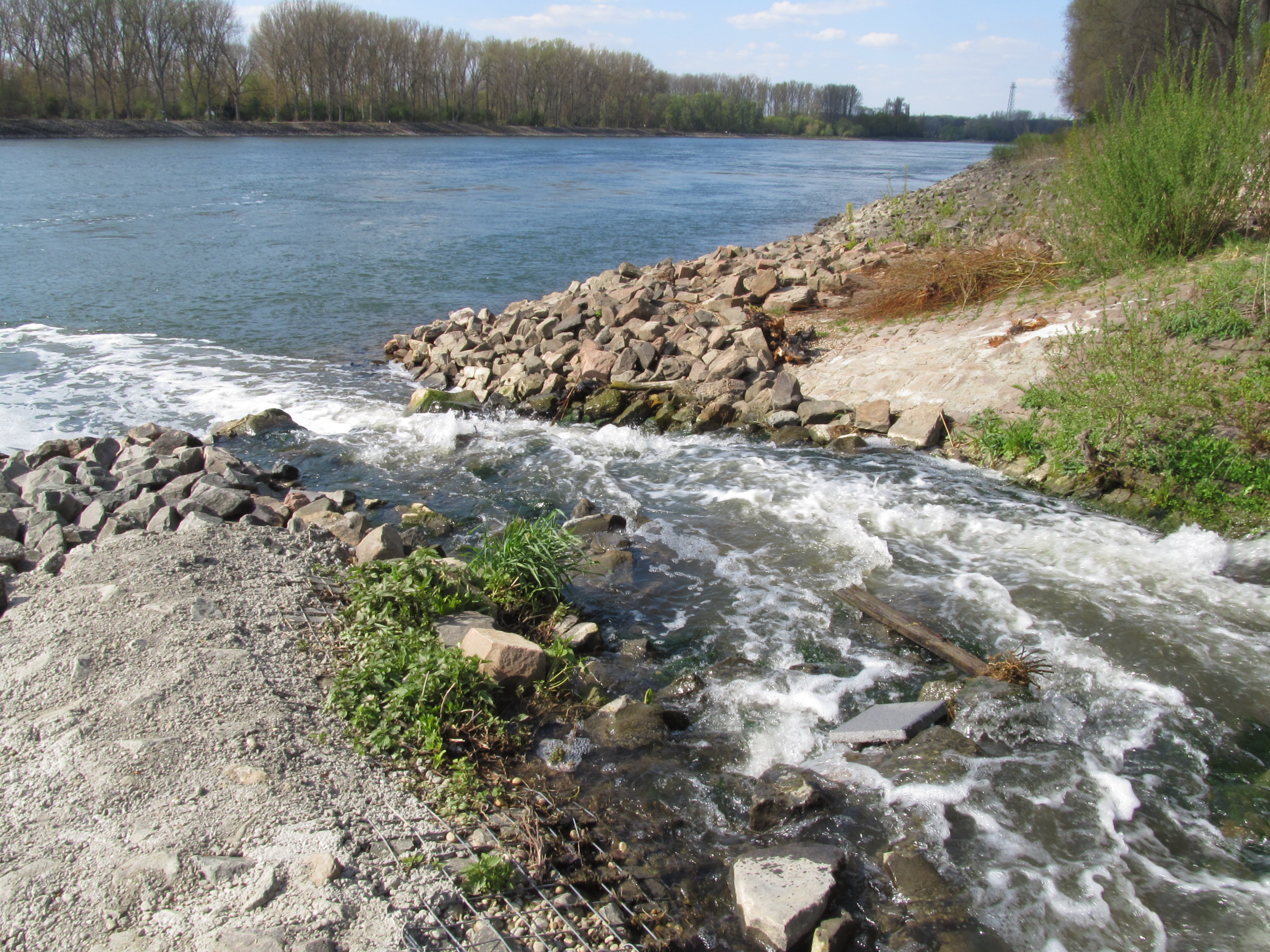
Leimbachmündung in den Rhein

  - Aussiedlerhöfe im oberen Feld (in etwas Abstand links)
  - Altneurott (Aussiedlerhof, in etwas Abstand rechts)
  - Oftersheim (Dorf)
- Stadt Schwetzingen
  - Stadt, darin (links) Schloss Schwetzingen
- Gemeinde Ketsch
  - (keine Besiedlung am Lauf)
- Gemeinde Brühl
  - Gemeindeteil Brühl
    - Brühl (Dorf, fast nur rechts)
- Stadt Schwetzingen
  - westliche Stadtexklave (keine Besiedlung)
- Gemeinde Brühl
  - Gemeindeteil Brühl
    - (keine Besiedlung am Lauf, links)

### Entlastungskanal Hardtbach
Der Hardtbach wird östlich von Walldorf, heute durch ein im Jahr 2000 errichtetes Wehr, vom Leimbach abgezweigt. Das Wehr steuert zugleich den Zufluss zum Hochwasserrückhaltebecken Leimbach mit einem gewöhnlichen Hochwasserrückhalteraum von 295.000 Kubikmeter. Das Becken liegt nördlich des Wehrs auf einer Teilfläche des Naturschutzgebiets Nußlocher Wiesen; an seinem Auslassbauwerk wird der Abfluss des Leimbachs auf maximal einen Kubikmeter pro Sekunde begrenzt.

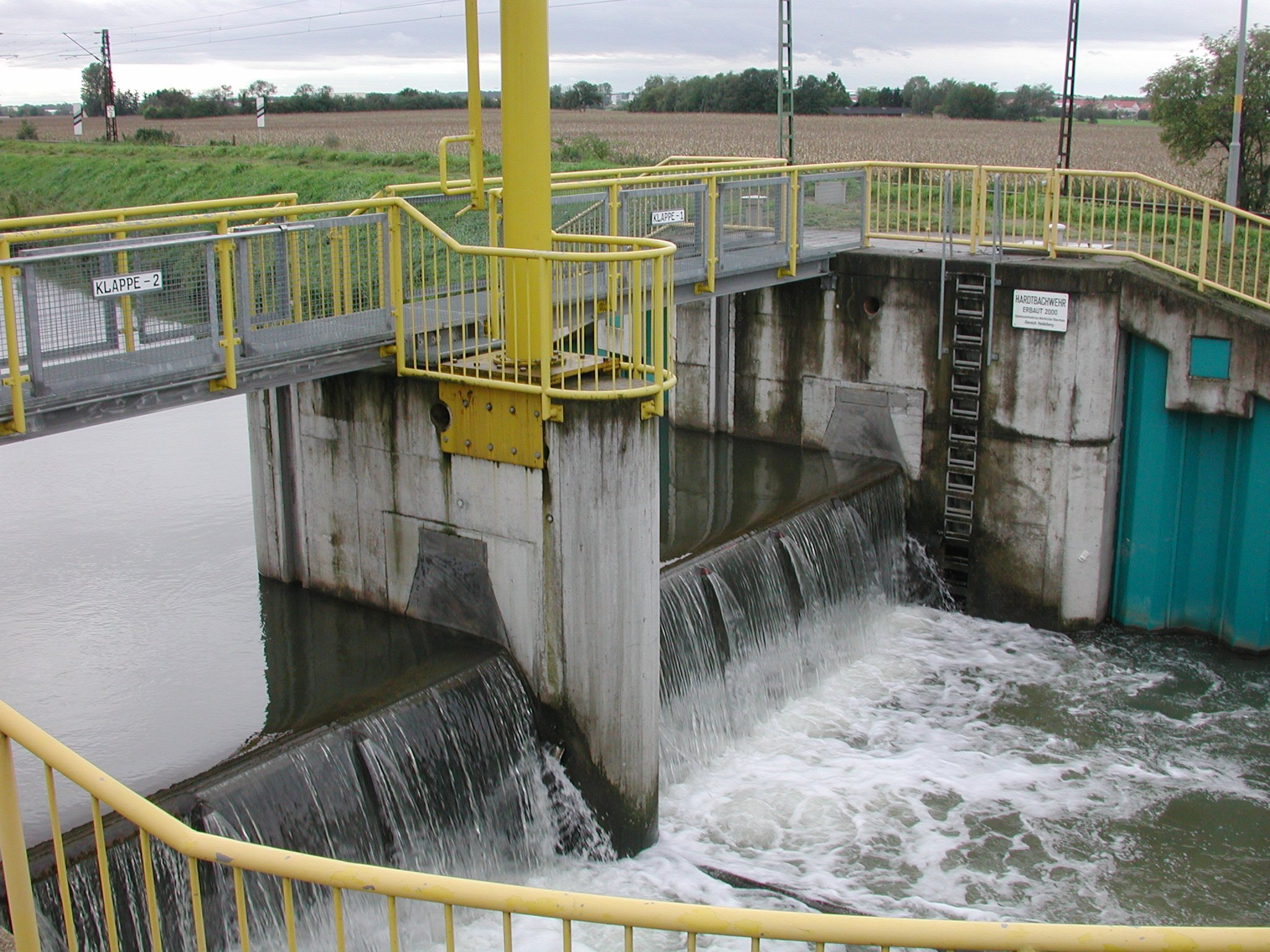
Hardtbachwehr zwischen Walldorf und Nußloch
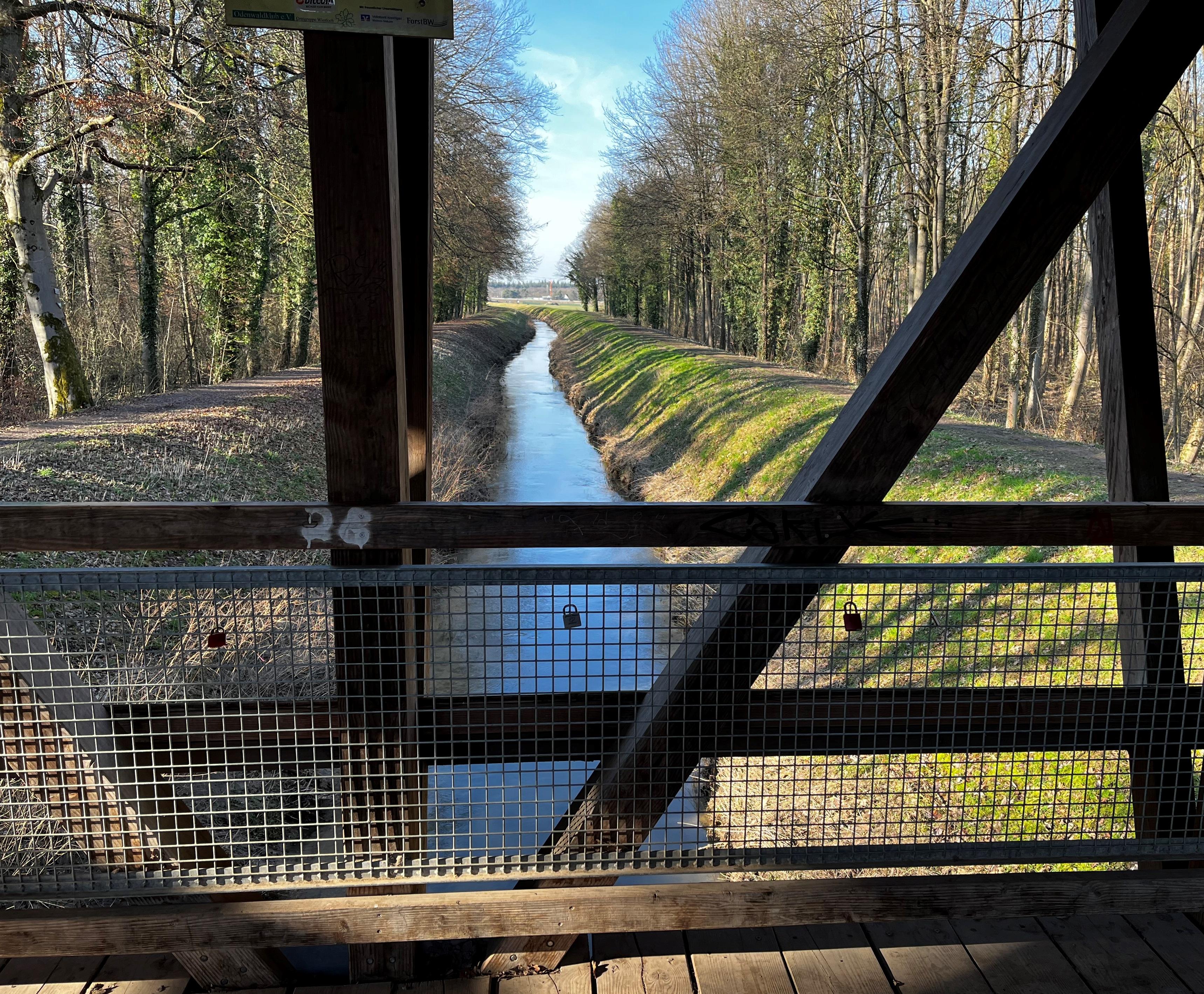
Hardtbachblick von der Luther-Brücke bei Walldorf
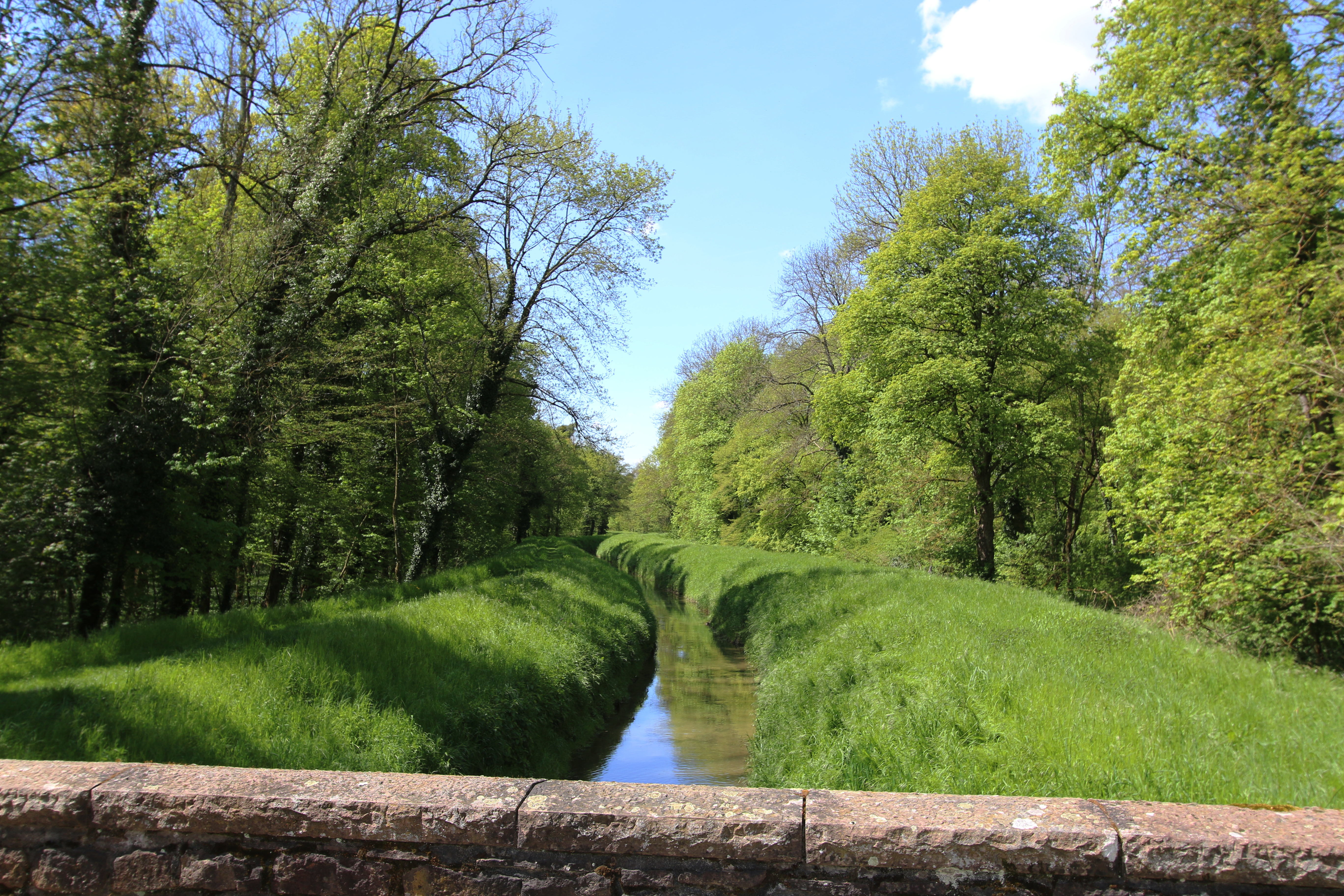
Blick auf den Hardtbach von der Radbrücke bei Hockenheim
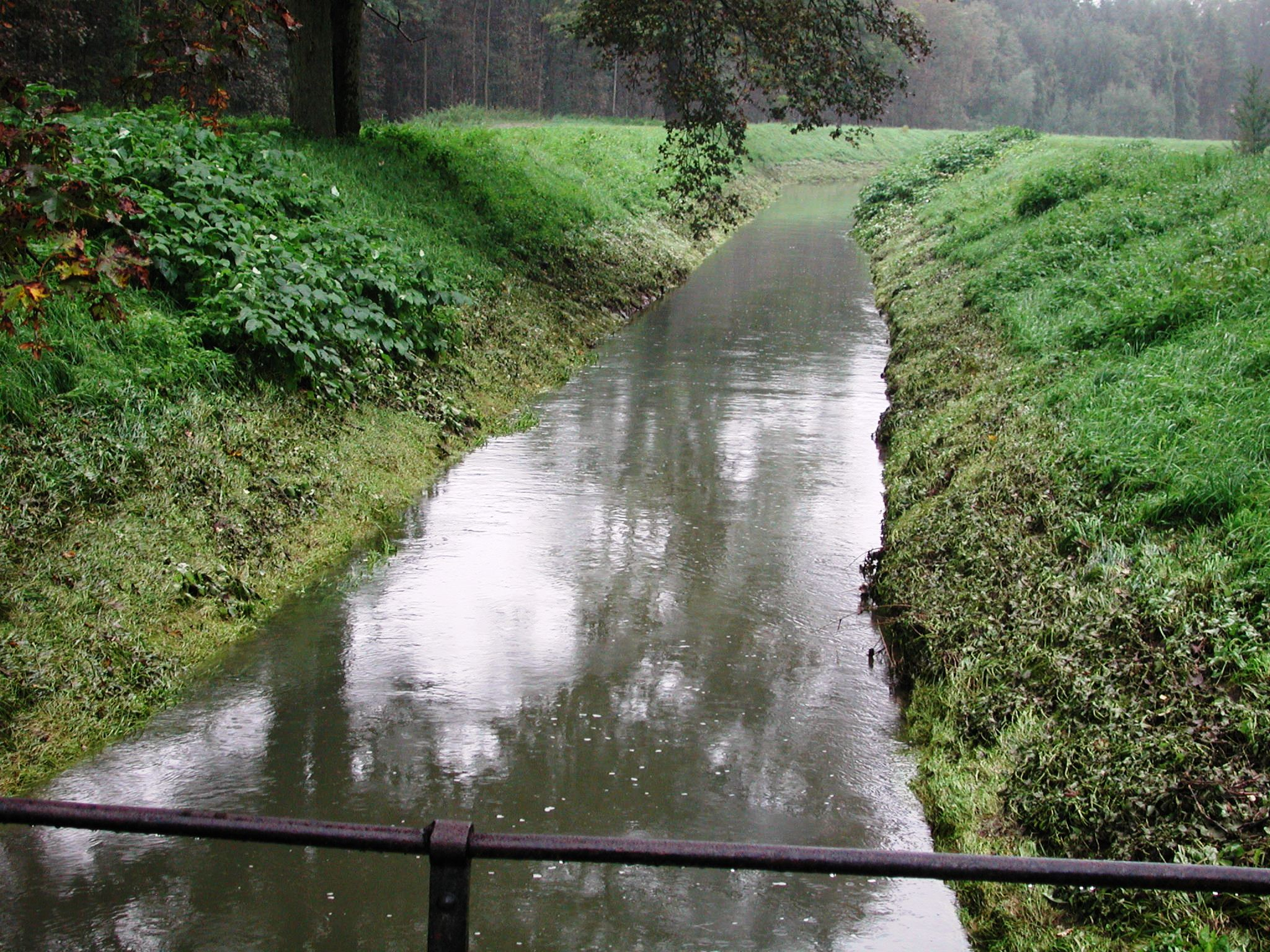
Hardtbach-Hochwasser, Schwetzinger Hardt (Oktober 2006)
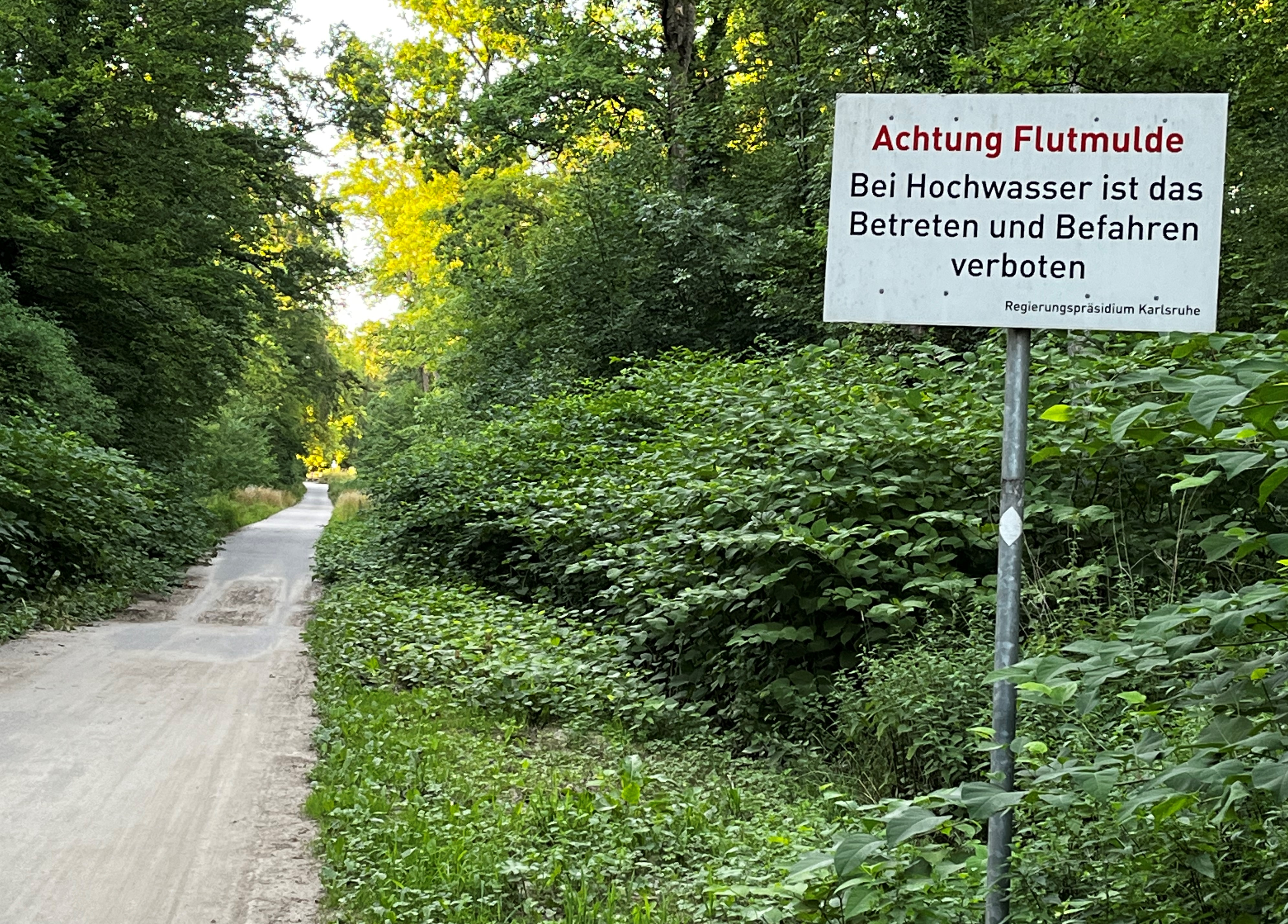
Hinweis auf eine Flutmulde am Reilinger Weg (Hochwasserschutz des RP Karlsruhe)

Danach durchfließt der Hardtbach das Waldgebiet Schwetzinger Hardt und mündet nach 13 Kilometer nördlich des Industriegebiets Hockenheim-Talhaus bei der Seehausschleuse in den Kraichbach. Die Schwetzinger Hardt wird vom Hardtbach-Lauf in die Hockenheimer Hardt (im Süden) und in die Schwetzinger Hardt geteilt. Das Gewässer wurde bereits Mitte des 16. Jahrhunderts durch das Kurfürstentum angelegt, um den Leimbach bei schweren Hochwasserereignissen zu entlasten. Beteiligt waren die sieben Hardtgemeinden Oftersheim, Schwetzingen, Hockenheim, Reilingen, Walldorf, Sandhausen und St. Ilgen. Sie hatten seit dem frühen Mittelalter Nutzungsrechte am damals „grundherrlichen Hardtwald“ der Kurfürsten von der Pfalz, an die sie ihren Naturalzins entrichten mussten. Dazu zählte auch die Pflege des Hardtbachs, einschließlich Wege- und Brückenbau. Die dafür angeordneten Fronarbeiten waren für die angrenzenden Gemeinden eine große Belastung. Oft mussten dringende Feld- und Erntearbeiten zurückgestellt werden. Fronarbeiten als auch Nutzungsberechtigungen wurden in der lange Zeit maßgebenden Hardtordnung von 1785 urkundlich fixiert. Seit dem Ersten Weltkrieg ist der größte Teil der Schwetzinger Hardt Staatswald (Baden) und ab 1952 im Besitz des Landes Baden-Württemberg, einschließlich der Gewässer.
Heute können bei Hochwasser des Hardtbachs auf zwei Waldflächen insgesamt 205.000 Kubikmeter Wasser durch Flutmulden und zwei Polder, erbaut durch das Regierungspräsidium Karlsruhe, zurückgehalten werden. Die Retentionsräume liegen südlich des Hardtbachs, westlich der Bundesautobahn 5 sowie beiderseits der Bundesstraße 291. Oberhalb der Rückhalteflächen ist der Hardtbach für einen Abfluss von 23, unterhalb für 10 Kubikmeter pro Sekunde dimensioniert.

## Ökologie
An vielen Abschnitten des Leimbachs kann man Biberratten (Nutria) beobachten. Im Mündungsbereich, insbesondere auf den Flächen des Naturschutzgebiets Schwetzinger Wiesen - Edinger Ried finden sich Eisvogel, Ringelnatter, Graureiher sowie zahlreiche Amphibienarten. Wie viele Tieflandbäche, neigt das nährstoffreiche Gewässer im Sommer zur Eutrophierung mit starker Algenbildung.
Auch am Hardtbach kann man Eisvögel sowie den Graureiher auf Nahrungssuche beobachten. Die Vögel erbeuten meist Döbel und Rotaugen, die im Gewässer in allen Altersklassen gut vertreten sind.

## Geschichte
Der Leimbach umschloss in Schwetzingen als Wassergraben bereits die alte Burganlage und erhielt im Zuge des Neubaus des Schwetzinger Schlosses (ab 1657) seinen heutigen Verlauf. Der im Schlossgarten befindliche See und alle übrigen Gewässer wurden seinerzeit von zwei Wasserwerken gespeist, die den Leimbach als Antrieb für die Mühlräder der Pumpen nutzten.